# Бристол (тауншип, Миннесота)
Бри́стол (англ. Bristol) — тауншип в округе Филмор, Миннесота, США. На 2000 год его население составило 499 человек.

## География
По данным Бюро переписи населения США площадь тауншипа составляет 93,3 км², из которых 93,3 км² занимает суша, водоёмов нет.

## Демография
По данным переписи населения 2000 года здесь находились 499 человек, 161 домохозяйство и 113 семей.  Плотность населения —  5,3 чел./км².  На территории тауншипа расположено 167 построек со средней плотностью 1,8 построек на один квадратный километр. Расовый состав населения: 99,60 % белых, 0,20 % азиатов и 0,20 % приходится на две или более других рас.
Из 161 домохозяйств в 36,6 % воспитывались дети до 18 лет, в 62,1 % проживали супружеские пары, в 3,7 % проживали незамужние женщины и в 29,8 % домохозяйств проживали несемейные люди. 27,3 % домохозяйств состояли из одного человека, при том 13,0 % из — одиноких пожилых людей старше 65 лет. Средний размер домохозяйства — 3,10, а семьи — 3,87 человека.
38,1 % населения — младше 18 лет, 9,0 % — в возрасте от 18 до 24 лет, 24,6 % — от 25 до 44, 16,6 % — от 45 до 64, и 11,6 % — старше 65 лет. Средний возраст — 30 лет. На каждые 100 женщин приходилось 116,0 мужчин.  На каждые 100 женщин старше 18 приходилось 120,7 мужчин.
Средний годовой доход домохозяйства составлял 33 250 долларов, а средний годовой доход семьи —  36 806 долларов. Средний доход мужчин —  22 500  долларов, в то время как у женщин — 22 083. Доход на душу населения составил 12 854 доллара. За чертой бедности находились 17,7 % семей и 31,9 % всего населения тауншипа, из которых 50,5 % младше 18 и 11,1 % старше 65 лет.